# Aphodius senegalensis
Aphodius senegalensis là một loài bọ cánh cứng trong họ Scarabaeidae. Loài này được Klug miêu tả khoa học năm 1835.